# Simon Judit
A Simon Judit („Ballada a csókgyilkos anyáról”) Kiss József életének, irodalmi pályafutásának meghatározó balladája, mely 1875-ben látott napvilágot.

## Keletkezése
1871-ben, egy üdülés alkalmával, Kiss József összeismerkedik egy házaspárral. Rövid időn belül bizalmas kapcsolatba kerülnek egymással. Beszélgetéseik során a feleség beavatja a költőt házas életük megpróbáltatásaiba: Férje sokat utazott, volt, hogy hónapokig nem látogatott haza. A folytonos távollét bizalmatlanná, féltékennyé tette az asszonyt, ezért minden utazás előtt megeskette férjét JHVH-ra, „hogy idegen asszonyt nem csókol soha.” Az eskü a gyermektelen házasélet tartósságának, boldogságának záloga lett, bizonyosság és megnyugvás a nő számára. Felhasznált motívumok: a feleség féltékenysége, a hűségeskü – csók-eskü – a csók ereje, a gyermektelenség, a férj betegsége.

## A ballada sikertörténete
Kiss József az 1875-ös esztendőben Budapestre költözik, ahol a Nemzeti Hírlap szerkesztőségében kap újságírói állást. A húsvéti szám irodalmi mellékletéhez a lap szerkesztője, Toldy István gyűjt anyagot. Valaki figyelmezteti, hogy van Kiss Józsefnek egy elég jóra sikeredett balladája, amit fűnek-fának kínál, de senki sem veszi. Elkéri a kéziratot és megmutatja apjának, Toldy Ferencnek, aki azonnal felismeri benne a lappangó lehetőséget. Toldy Ferenc jóvoltából a ballada eljutott a Kisfaludy Társaság ülésére, ahol felolvasásra került, két újság is közölte, később még huszonkétszer szerepelt a lapok hasábjain. Az első két kiadás alkalmával, a költő nagy bánatára, egy sajtóhiba következtében a „Lakzinak beillő keresztelőt csapnak” „keresztelő”-je helyett az értelmetlen, a szövegösszefüggésbe nem illeszkedő „lakodalom” szóval „Lakzinak beillő lakodalmat csapnak”-változatot közöltek.
A ballada a Magyar Elektronikus Könyvtárban olvasható.

## Történet
„Simon zsidóéknál minden esztendőbe'
Kis deszkakoporsót tesznek le a földbe,
Kis deszkakoporsó - alig-alig rőfnyi,
Szegény kicsi féreg, nem tudott megnőni!“
A ballada felütéséből kiderül, hogy Simon családnál minden évben csecsemőt temetnek. Filmszakadás. A következő képben már Simon Juditot látjuk, ahogy ébredezik szunnyadó lelkiismerete. Engesztelni akarja az égieket, ezért levágja kincs-arany haját. Rövid időn belül ráeszmél, hogy ennél nagyobb áldozatra lesz szükség. Titokban a szent pap elé siet és kétségbeesetten kérdi tőle:
„Te szent pap, te szent pap! mondd meg azt az egyet:
- Hát én már gyermeket föl se nevelhessek?“
A szent pap szembesíti Juditot múltbéli tettével, amit a szükség és fiatalság jegye alatt, a megszégyenítéstől tartva cselekedett:
„Kellene most, kéne? Volt idő, nem kellett:
Legelső gyermeked, Judit, hova tetted?“
Judit:
„Gyilkos két kezemmel enmagam megöltem.“
Judit mentegetőzik, magyarázza tettét. A pap megoldáson töpreng. Az ítélet és a fogadás, melyet Juditnak ki kell állnia ahhoz, hogy életben maradjon gyermeke, a következő: mivel ajkán viseli a gyilkosság bűnét, a feloldozás/megváltás csak az anyai csók nemlétével/kiiktatásával következhet be. A tiltás a születendő gyermek násznapjáig érvényes.
„Gyilkos a te ajkad, ha ártatlant csókol:
Eltiltalak téged az anyai csóktól!“
A Simon család boldogan éldegél mindaddig, amíg gyermekük lázas beteg nem lesz. A gyerek kérleli anyját:
„Tüzel a homlokom, lelkem anyám, úgy ég -
Ha te megcsókolnál, mindjárt meggyógyulnék!“
...
„Kipattogzott szácskám, édes anyám lelkem,
Ugy-e, ugy-e azért nem csókolsz te engem?“
Judit keserves kínok közepette, de megtartja fogadalmát, nem csókolja meg lányát. A férj ebből csak annyit lát, hogy felesége kegyetlen, érzéketlen gyermekük iránt. Felmérged és elűzi Juditot otthonából. Judit földönfutóvá lesz.
A ballada utolsó képkockája a násznap. Nagy az öröm, a vígasság. Simon zsidóék lányát elveszi a Náthán. A násznép között egy asszony, egy koldus tör magának utat előre, hogy csókjával üdvözölje a menyasszonyt.
Gyermekem! leányom!...« Odaborul rája,
Hülő ajkát nyomja égő ajakára,
- Ez a Simon Judit szomorú nótája.“
A tragédia betetőzik – ez Simon Judit életének utolsó csókja, melyre az életét tette fel, az életet adta hozományul.

## A ballada szereplői
- Simon Judit
- A szent pap
- Simon Judit lánya
- Simon Judit férje
- Násznép

## Népiesség a balladában
Kiss József pályafutását balladával kezdte és később is a ballada műfajában ért el jelentős sikereket. Arany János költészetének egyik legtehetségesebb epigonjaként tartják számon. Ebből következik, hogy irodalmi munkásságának jellemző sajátossága a népies-nemzeti vonás, ugyanakkor új tárggyal gazdagítja és frissíti a kiegyezés utáni magyar irodalom kincsestárát – a zsidó tematikával. Kiss József jelentősége a magyar irodalomban és a magyar-zsidó irodalomban azonban nem az Arany-jellegben mérhető. Nem érte be a népies-nemzeti iránnyal, nyitott az európai irodalmi áramlatok irányába is, egyfajta kozmopolita álláspontot képviselve. A Hét című szépirodalmi lap alapító szerkesztőjeként egy új alternatívát nyújtott a magyar irodalmi fejlődésnek, mely a ’70-es, ’80-as években zátonyra futni látszott. Az ő éltető jelenléte alatt – A Hét szerkesztőségében – növekedik fel az a nemzedék, amely a Nyugat megalapításával világirodalmi színvonalra emeli a magyar irodalmat. Magyar-zsidó vonatkozásban Komlós Aladár Kiss Józsefet tekintette „az első művészi értékeket is felmutató írónak”, a kettős kötődés jegyében teljes egészében magyarnak és teljes egészében zsidónak.

## Érdekességek
A balladát 1915-ben, Mérei Adolf rendezésében, Cs. Aczél Ilona és Somlay Artúr főszereplésében vászonra vitték – némafilmet készítettek belőle.

## Szakirodalom
- Glatz Károly, Kiss József (Budapest: Politzer Zsigmond és Fia, 1904)
- Komlós Aladár, „Kiss József emlékezete, vagy: A zsidó költő és a dicsőség”, in: Kőbányai János, szerk., Bevezetés a magyar-zsidó irodalomba (Budapest–Jeruzsálem: Múlt és Jövő, 2009), pp. 188–202.
- Rubinyi Mózes, Kiss József (Budapest: Népszerű zsidó könyvtár, 1923)
- Rubinyi Mózes, Kiss József élete és munkássága (Budapest: Singer-Wolfner, 1926)
- „Simon Judit”, Magyar Nemzeti Filmarchívum

– https://web.archive.org/web/20140525232405/http://www.filmobserver.hu/filmintezet/search.php?id=65000221 (lekérés ideje: 2014.4.30.)
- Szilágyi M. – Vaderna G., „Az irodalom rendi intézményrendszerétől a polgári intézményekig (kb.1830-tól kb. 1905-ig)”, in: Gintli Tibor, szerk., Magyar irodalom (Budapest: Akadémiai Kiadó, 2010), pp. 470–479.
- Török Petra, „A zsidó irodalom értelmezésének fordulópontjai a magyar zsidó sajtóban 1880–1944 között”, in: Török Petra, szerk., A határ és a határolt (Budapest: Az Országos Rabbiképző Intézet Yahalom Zsidó Művelődéstörténeti Kutatócsoportja, 1997)